# Los Amores
Los Amores is een plaats in het Argentijnse bestuurlijke gebied Vera (departement) in de provincie Santa Fe. De plaats telt 1.424 inwoners.